# سلالة آهوم
حكمت سلالة آهوم (1228-1826) مملكة آهوم، المعروفة حاليًا باسم آسام في الهند، لمدة 598 عامًا تقريبًا. أسس هذه السلالة سوكابا أمير شان من مونغ ماو (تُعرف اليوم باسم يونان في الصين) والذي وصل إلى آسام من مونغ ماو بعد عبور جبال باتكي. انتهى حكم هذه السلالة بالغزو البورمي لآسام والضم اللاحق من قبل شركة الهند الشرقية البريطانية بعد معاهدة ياندابو عام 1826.
كان ملوك هذه السلالة يُسمون في سجلات العصور الوسطى الخارجية باسم آسام راجا في حين أطلق عليهم رعايا المملكة اسم تشاوبا أو سوارغاديو (في الآسامية).

## مملكة آهوم (تشاوبا/سوارغاديو)
كان منصب ملك آهوم مخصصًا لأحفاد الملك الأول سوكابا (1228-1268) الذي أتى إلى آسام من مونغ ماو عام 1228. كانت خلافة المملكة للولد الأول للملك، ولكن تنفيذًا لوصية الملك رودرا سينغا وهو على فراش الموت، فقد حكم أربعة من أبنائه الخمسة المملكة من بعده بالتوالي. لم يكن يحق لأي شخص منحدر من سلالة سوكابا أن يستلم أي منصب وزاري. اتُبع تقسيم السلطة هذا حتى نهاية السلالة والمملكة. وعندما طلب النبلاء من أتان بورهاغوهاين أن يصبح ملكًا رفض الكهنة التايوانيون هذه الفكرة فامتنع عن اعتلاء العرش.
أمكن تعيين الملك فقط بموافقة مجلس الوزراء (بورهاغوهاين، وبورغوهاين، وبورباتروغوهاين، وبورباروا، وبوربهوكان). وخلال ثلاث فترات في القرن الرابع عشر، عند عدم وجود أي مرشحين مقبولين، بقيت المملكة دون أي ملك. كان بإمكان الوزراء تنحية أي ملك غير مقبول، وتضمنت أشكال التنحية إعدام الملك السابق. وفي القرن السابع عشر، أدى الصراع على السلطة والأعداد المتزايدة للمطالبين بالعرش إلى خلع الملوك بتعاقب سريع وإعدامهم جميعًا بعد تنصيب الملك الجديد. ودرءًا لهذه النهاية الدموية، وُضع قانون جديد في عهد الملك سوليكبا لورا روجا ينص على أنه على المطالبين بالعرش أن يكونوا خاليين من أي عيوب جسدية، مما يعني أنه يمكن إزالة أي تهديد للعرش بمجرد قص أذن أي أمير طموح. شك الملك رودرا سينغا بنوايا شقيقه ليخاي فشوهه ومن ثم نفاه خارج البلاد. بقيت مشكلة الخلافة دون حل، فوضع وهو على فراش الموت وصية مفادها أن جميع أبنائه سيصبحون ملوكًا من بعده. قاد موهانمالا غوهاين، الذي تخطوه في ترتيب تسلم العرش، وهو أحد أبناء الملك رودرا سينغا، مجموعة من المتمردين خلال تمرد مواموريا. استغل الملوك والضباط اللاحقون قانون النقاوة الجسدية للمرشحين إلى العرش بطريقة أدت إلى وصول ملوك ضعفاء إلى الحكم. فعلى سبيل المثال، استلم كاماليسيوار سينغا (ذو العامين وابن كادام ديغالا) وبوراندار سينغا (ذو العشرة أعوام وابن براجناث وأحد آخر ملوك هذه السلالة) الحكم بسبب تشويه أبويهما.
أُعطي ملوك آهوم أصلًا إلهيًا. فوفقًا لمعتقدات آهوم، انحدر سوكابا من سلالة خونلونغ حفيد ملك السماوات ليندون الذي نزل من السماء وحكم مونغ ري مونغ رام. وخلال عهد سوهنغ منغ (1497-1539) الذي شهد كتابة أول بورانجي آسامية وزيادة النفوذ الهندوسي، أُرجعت أصول ملوك آهوم إلى اتحاد إندرا (المعروف باسم لنغدون) وسياما (امرأة من طبقة متدنية) وأعلنوهم باسم إندرافامسا كشاترياس، نسبٌ خاص بالآهوميين. اعتمد سوهنغ منغ لقب سوارغانارايان وأطلق على الملوك اللاحقين اسم سوارغاديو (تعني حرفيًا رب السماوات) وفي عهده كُتب البورانجي سري سري سوارغانارايان مهراجور جوموكوثا الذي أرجع أصل ونسب ملوك آهوم إلى الإله الهندوسي إندرا، رب السماء.

### التتويج
أُطلق على حفل تتويج سوارغاديو اسم سينغاريغاروثا. وكان سودانغبها (باموني كونوار) (1397 - 1407) أول من أقام هذه المراسم. سُكّت أول عملة تحمل اسم الملك الجديد في عهد سوتاملا. ولم تجر مراسم تتويج للملك كاماليسيوار سينغا (1795 - 1811) ولا للملك شاندراكانتا سينغا (1811 - 1818) بناء على نصيحة من رئيس مجلس الوزراء بورناناندا بورهاغوهاين، بسبب القيود المالية على خزينة الدولة الناجمة عن الاضطرابات الداخلية خلال تمرد مواموريا. دُفن الملوك المتوفين أثناء الحكم في سراديب تدعى مويدام في تشاريديو. وكان الجثمان في بعض الحالات يُحرق ويُدفن رماده، مثلما حدث مع الملك راجيسيوار سينغا (1751 - 1769).
وعند الارتقاء، يحمل الملك اسمًا آهوميًا يقرره كهنة آهوم. وينتهي الاسم عمومًا باللاحقة با (تعني السماء باللغة التايوانية) مثل سوسينغبا. وفي وقت لاحق، حمل الملوك اسمًا هندوسيًا ينتهي بكلمة سينغا (تعني الأسد باللغة الآسامية) إذ اتخذ سوسينغبا اسم براتاب سينغا.
أعطت كتب البورجاني للملوك السابقين أسماء غير رسمية وبلاغية مرتكزة على صفة معينة اتصف بها هذا الملك. فمثلًا، كان براتاب سينغا يُعرف باسم بورها روجا (الملك العجوز) لأنه كان طاعنًا في السن عندما أصبح ملكًا.